# IRA Northern Command
Das Northern Command war eine Division in der Irish Republican Army (IRA, 1922–1969) und der Provisional IRA, zuständig für die Leitung der IRA-Operationen in den nördlichen Teilen von Irland.

## IRA
Nach dem Ausbruch des Zweiten Weltkriegs hatte die IRA Schwierigkeiten mit der grenzüberschreitenden Kommunikation zwischen Dublin und Belfast. Deshalb glaubten im Norden einige Mitglieder der IRA, dass eine eigenständige Einheit nötig wäre. Charlie McGlade, ein Drucker aus Belfast, war der Architekt dieser Idee. Die IRA-Führung stimmte zu und so wurde dem Northern Command im Jahre 1939 die Verantwortung für die IRA Operationen in den sechs Grafschaften Nordirlands und im County Donegal übertragen, während das Southern Command die Verantwortung für die übrigen 25 Grafschaften von Irland übernahm. Charlie McGlade wurde der O / C des Northern Command (commanding officer; dt. Kommandant), Jimmy Steele sein Adjutant und Seán McCaughey der Quartiermeister. Im Jahr 1940 trat McGlade als O/C des Northern Command zurück und ernannte McCaughey als sein Nachfolger.
In den frühen 1950er Jahren wurden das Northern Command und Southern Command abgeschafft, und man verlegte die alleinige Führung erneut in den Süden, so dass man alle Kommandos wieder von  Dublin aus erteilte.

## Provisional IRA
Mitte der 1970er Jahre wurde ein neues Northern Command von Gerry Adams und Ivor Bell vorgeschlagen, das in den sechs Grafschaften von Nordirland, sowie auch in den angrenzenden Grafschaften der Republik Irland operieren sollte: County Louth, County Cavan, County Monaghan, County Leitrim und County Donegal. Diese Grafschaften bildeten die sogenannte „Kriegszone“, in der paramilitärische Operationen geplant und durchgeführt wurden. Die Rolle des Southern Command, zuständig für die übrigen 21 Grafschaften der Republik, war die logistische Unterstützung für die Kampagne im Norden. Dies entsprach einer regelrechten Entmachtung der damaligen Dubliner IRA-Elite um Ruairí Ó Brádaigh und Dáithí Ó Conaill. Einige republikanische Veteranen aus dem Norden, wie Joe Cahill und Billy McKee, waren ebenfalls gegen die Idee, da sie eine Spaltung der Bewegung befürchteten, doch der damalige IRA-Stabschef Seamus Twomey unterstützte die Idee Adams’, und so wurde ein neues Northern Command Ende 1976 gegründet.